# 카운팅 크로우스
카운팅 크로우스(Counting Crows)는 1991년 캘리포니아 버클리에서 결성된 록 밴드이다.